# Leptocladium sinense
Leptocladium sinense är en bladmossart som beskrevs av Brotherus 1929. Leptocladium sinense ingår i släktet Leptocladium och familjen Thuidiaceae. Inga underarter finns listade i Catalogue of Life.